# Lîsivka, Popilnea
Lîsivka (în ucraineană Лисівка) este localitatea de reședință a comunei Lîsivka din raionul Popilnea, regiunea Jîtomîr, Ucraina.

## Demografie
Componența lingvistică a localității Lîsivka
     Ucraineană (96,88%)
     Rusă (2,71%)
     Alte limbi (0,28%)
Conform recensământului din 2001, majoritatea populației localității Lîsivka era vorbitoare de ucraineană (96,88%), existând în minoritate și vorbitori de rusă (2,71%).